# Gouvernement Marcelo Azcárraga Palmero (1)
Le premier gouvernement Marcelo Azcárraga Palmero  est le gouvernement du royaume d'Espagne en fonction du 8 août 1897 au 4 octobre 1897.

## Présentation
Il s'agit d'un court gouvernement, qui prend le relai de l'exécutif présidé par Antonio Cánovas del Castillo, après l'assassinat de ce dernier de la main de l'anarchiste italien Michele Angiolillo, motivé par une vengeance de la torture menée par les autorités lors du procès de Montjuic (en).
L'une des premières décisions qu’il prend est de destituer le général Weyler dans la direction des opérations de répression des insurrections indépendantistes à Cuba, dont la politique intransigeante ne donnait pas de bons résultats, et de le remplacer par le général Ramón Blanco y Erenas. Dans une dernière tentative de retirer des soutiens à la rébellions, une autonomie politique est concédée à l'île — ainsi qu’à Porto Rico, qui restait en paix —, mais de façon trop tardive, si bien que la guerre se poursuit.
Le gouvernement Azcárraga Palmero cède rapidement le pouvoir au libéral Sagasta, pour poursuivre le turno pacífico ainsi que le prévoyait le pacte du Pardo.